# Albero cavo

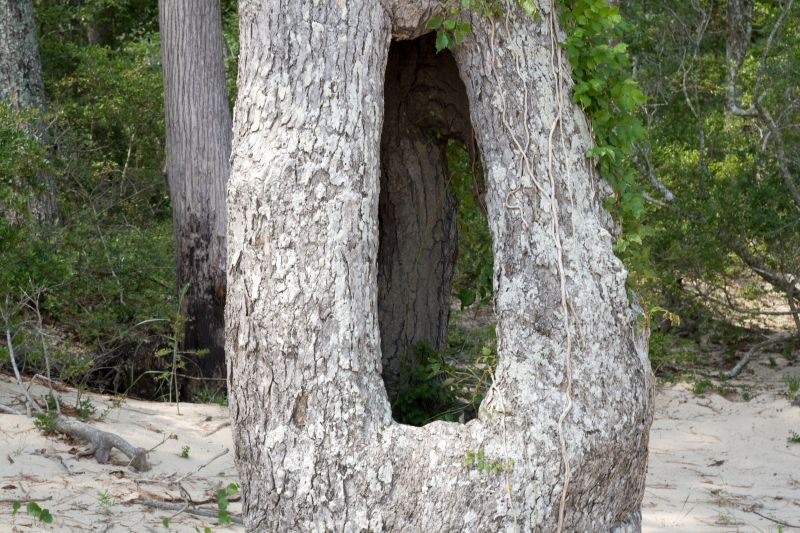
Un tronco cavo formatosi naturalmente alla base di questo albero.

Gli alberi cavi sono degli alberi, spesso vecchi, vivi o morti, nei quali si è formata una cavità nel tronco o nei rami. Alcuni fori possono essere creati da animali, ad esempio i picchi, o formarsi naturalmente. Essi sono una caratteristica importante della vita boschiva, in quanto forniscono rifugio o sostentamento idrico, grazie all'acqua piovana che vi cade dentro, a numerose specie animali, sia vertebrati che invertebrati.